# Ōu
 (septembre 2024).
La mise en forme du texte ne suit pas les recommandations de Wikipédia : il faut le « wikifier ».
Les points d'amélioration suivants sont les cas les plus fréquents. Le détail des points à revoir est peut-être précisé sur la page de discussion.
- Les titres sont pré-formatés par le logiciel. Ils ne sont ni en capitales, ni en gras.
- Le texte ne doit pas être écrit en capitales (les noms de famille non plus), ni en gras, ni en italique, ni en « petit »…
- Le gras n'est utilisé que pour surligner le titre de l'article dans l'introduction, une seule fois.
- L'italique est rarement utilisé : mots en langue étrangère, titres d'œuvres, noms de bateaux, etc.
- Les citations ne sont pas en italique mais en corps de texte normal. Elles sont entourées par des guillemets français : « et ».
- Les listes à puces sont à éviter, des paragraphes rédigés étant largement préférés. Les tableaux sont à réserver à la présentation de données structurées (résultats, etc.).
- Les appels de note de bas de page (petits chiffres en exposant, introduits par l'outil «  Source ») sont à placer entre la fin de phrase et le point final[comme ça].
- Les liens internes (vers d'autres articles de Wikipédia) sont à choisir avec parcimonie. Créez des liens vers des articles approfondissant le sujet. Les termes génériques sans rapport avec le sujet sont à éviter, ainsi que les répétitions de liens vers un même terme.
- Les liens externes sont à placer uniquement dans une section « Liens externes », à la fin de l'article. Ces liens sont à choisir avec parcimonie suivant les règles définies. Si un lien sert de source à l'article, son insertion dans le texte est à faire par les notes de bas de page.
- La présentation des références doit suivre les conventions bibliographiques. Il est recommandé d'utiliser les modèles {{Ouvrage}}, {{Chapitre}}, {{Article}}, {{Lien web}} et/ou {{Bibliographie}}. Le mode d'édition visuel peut mettre en forme automatiquement les références.
- Insérer une infobox (cadre d'informations à droite) n'est pas obligatoire pour parachever la mise en page.

Pour une aide détaillée, merci de consulter Aide:Wikification.
Si vous pensez que ces points ont été résolus, vous pouvez retirer ce bandeau et améliorer la mise en forme d'un autre article.

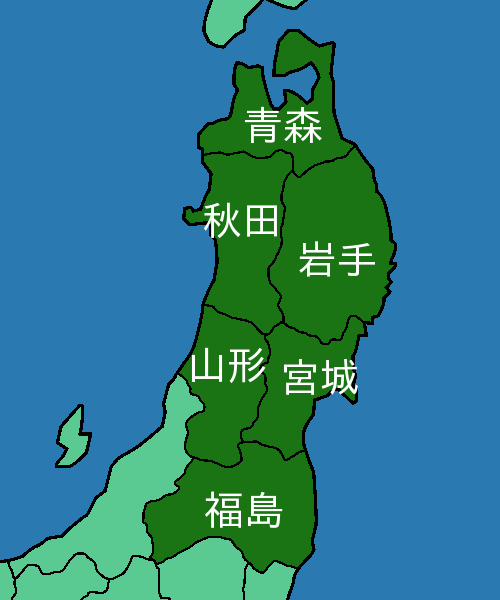
Ōu (actuellement 6 préfectures)

Ōu(奥羽) est une région historique du Japon, correspondant aux anciennes provinces de Mutsu (陸奥) et Dewa (出羽). Cette région est également connue sous le nom de ‘‘Ōu Chihō’’ ou ‘‘Ōshū’’. Elle correspond essentiellement à l’actuelle Région du Tōhoku.
Le 19 janvier 1869 (7 décembre de la première année de l’ère Meiji), la province de Mutsu a été divisée en cinq nouvelles provinces: Iwaki, Iwashiro, Rikuzen, Rikuchū et une nouvelle province de Mutsu. La province de Dewa a été divisée en Uzen et Ugo. Ces sept provinces sont parfois appelées les Sept provinces du Tōhoku. Le terme ‘‘Ōu’’ continue cependant à être utilisé pour désigner la région historique.
Le nom ‘‘Ōu’’ a également été utilisé pour désigner les régions couvrant les actuelles préfectures d’Aomori, Akita et Yamagata, notamment dans le cadre de compétitions sportives régionales telles que le tournoi de baseball de lycée (1925-1934). Entre 1974 et 1977, ce terme a également été utilisé pour désigner Aomori et Akita.

## Régions associées
Un autre nom similaire est celui de ‘‘Riku’ū’’ (陸羽). Initialement, ‘‘Riku’’ (陸州) était synonyme de ‘‘Ōshū’’, un autre nom pour la province de Mutsu. Cependant, après la division de 1869, ‘‘Riku’’ fait souvent référence aux provinces de Rikuzan, Rikuchū et Rikuzen (ou Sanriku), excluant Iwashiro et Iwaki. Ainsi, ‘‘Riku’ū’’ désigne souvent les cinq provinces restantes. Cette région est parfois appelée ‘‘Sanriku-Ryō’ū’’.
La région ‘‘Ōu-Etsu’’ (奥羽越), qui inclut Echigo, correspond à la zone de couverture de l’actuelle Tohoku Electric Power Company.

## Noms propres contenant Ōu

Ligne principale Ōu

•Ligne principale Ōu (奥羽本線)